# Bovingdon
Bovingdon è un paese della contea dell'Hertfordshire, in Inghilterra.